# ای‌کی استیل
ای‌کی استیل (انگلیسی: AK Steel) شرکت فولاد آمریکایی است، که در سال ۱۸۹۹ تأسیس شد.